# Sphenoptera bergevini
Sphenoptera bergevini es una especie de escarabajo del género Sphenoptera, familia Buprestidae. Fue descrita científicamente por Théry en 1922.

## Distribución
Habita en la región paleártica.